# Saint-Martin (Meurthe-et-Moselle)
Saint-Martin ist eine französische Gemeinde mit 54 Einwohnern (Stand: 1. Januar 2022) im Département Meurthe-et-Moselle in der Region Grand Est. Sie gehört zum Kanton Baccarat im Arrondissement Lunéville. 

## Lage
Die Gemeinde Saint-Martin liegt an der Vezouze im Vorland der nordwestlichen Vogesen, 18 Kilometer östlich von Lunéville. Durch die Gemeinde führt die autobahnartig ausgebaute Nationalstraße 4. Nachbargemeinden von Saint-Martin sind Blémerey im Norden, Chazelles-sur-Albe im Nordosten, Domèvre-sur-Vezouze im Südosten, Herbéviller im Süden, Fréménil im Südwesten sowie Domjevin im Nordwesten.

## Bevölkerungsentwicklung
| Jahr                       | 1962 | 1968 | 1975 | 1982 | 1990 | 1999 | 2006 | 2011 | 2021 |
| -------------------------- | ---- | ---- | ---- | ---- | ---- | ---- | ---- | ---- | ---- |
| Einwohner                  | 78   | 63   | 62   | 67   | 53   | 55   | 78   | 70   | 55   |
| Quellen: Cassini und INSEE |      |      |      |      |      |      |      |      |      |

## Sehenswürdigkeiten
- Kirche Saint-Martin, erbaut im 18. Jahrhundert
- Kapelle Notre-Dame-de-Lorette, 1918 anstelle eines zerstörten Vorgängerbaues neu errichtet

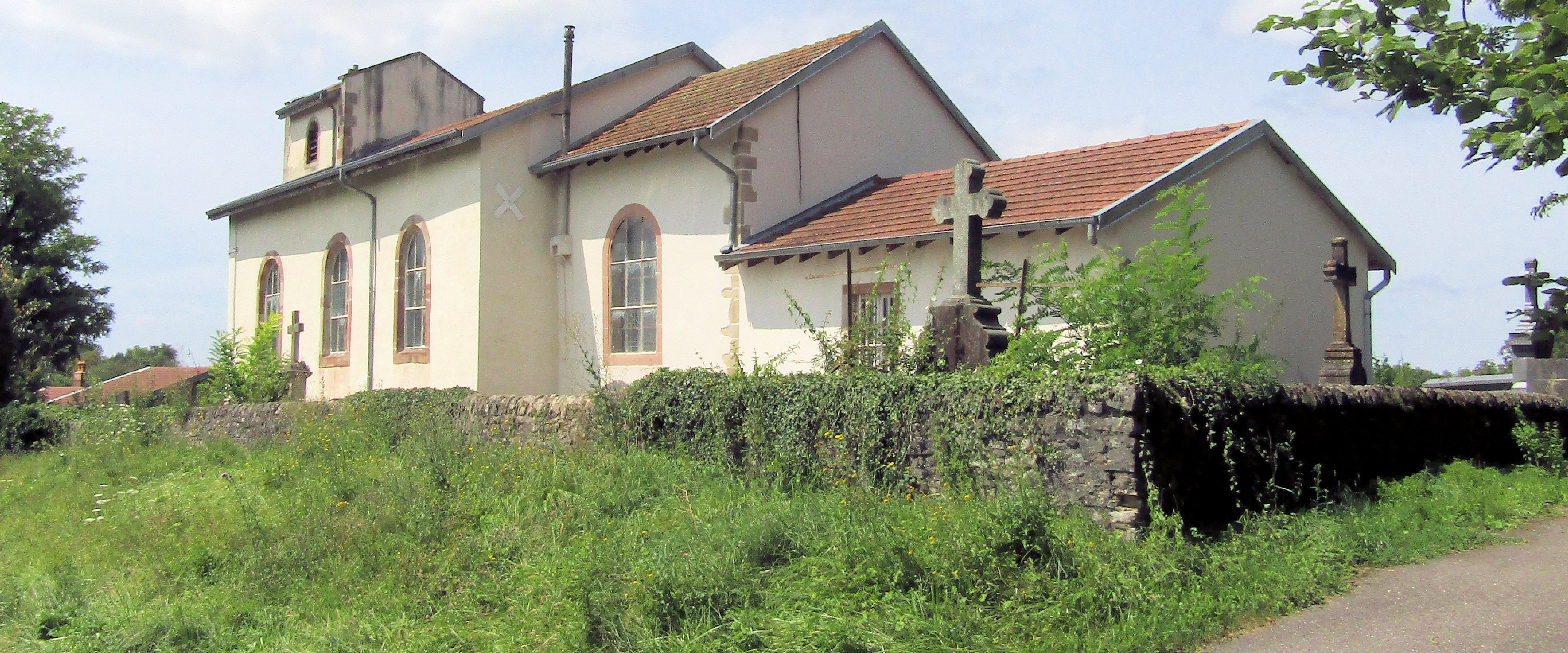
Kirche Saint-Martin
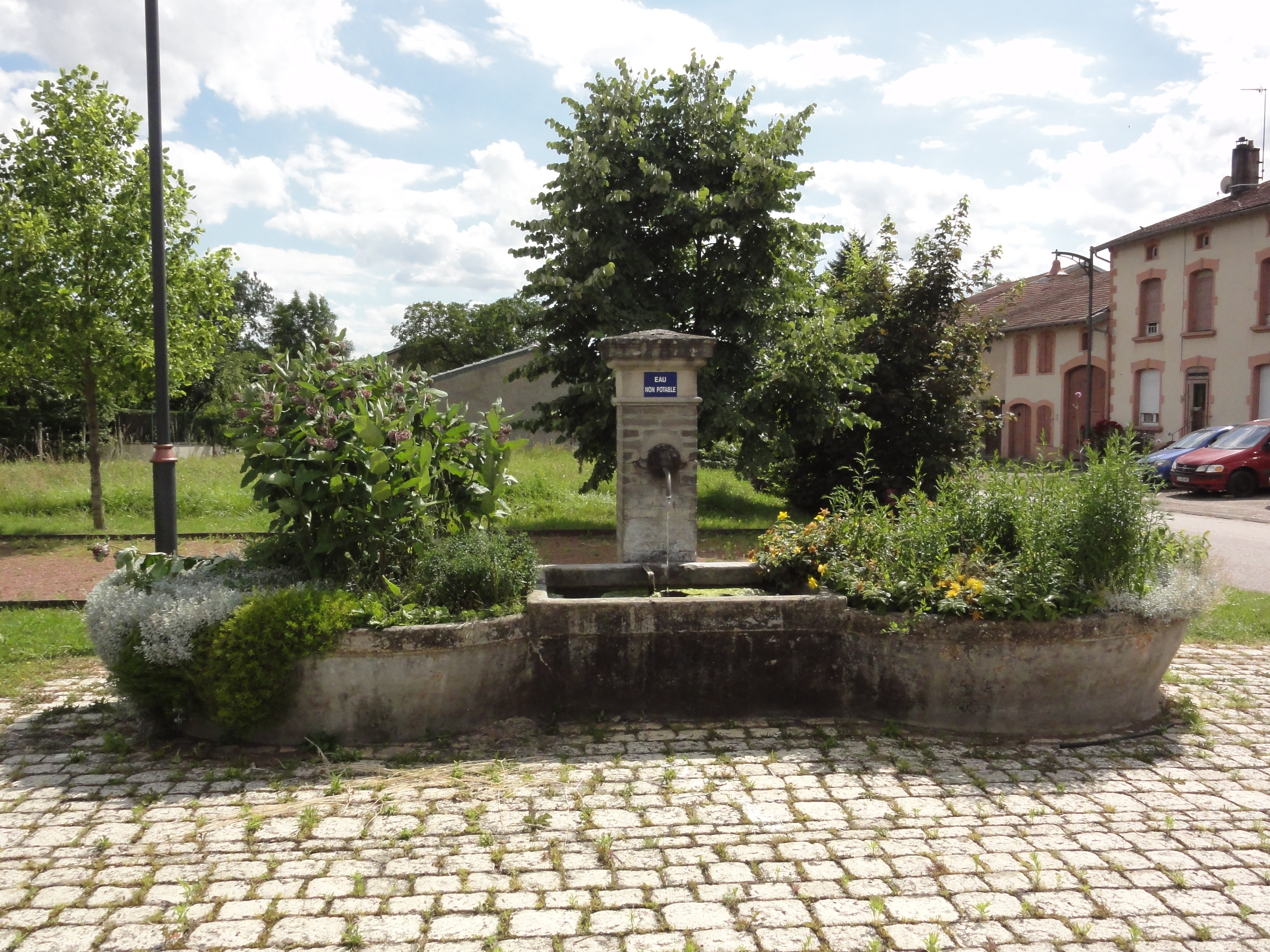
Brunnen in Saint-Martin
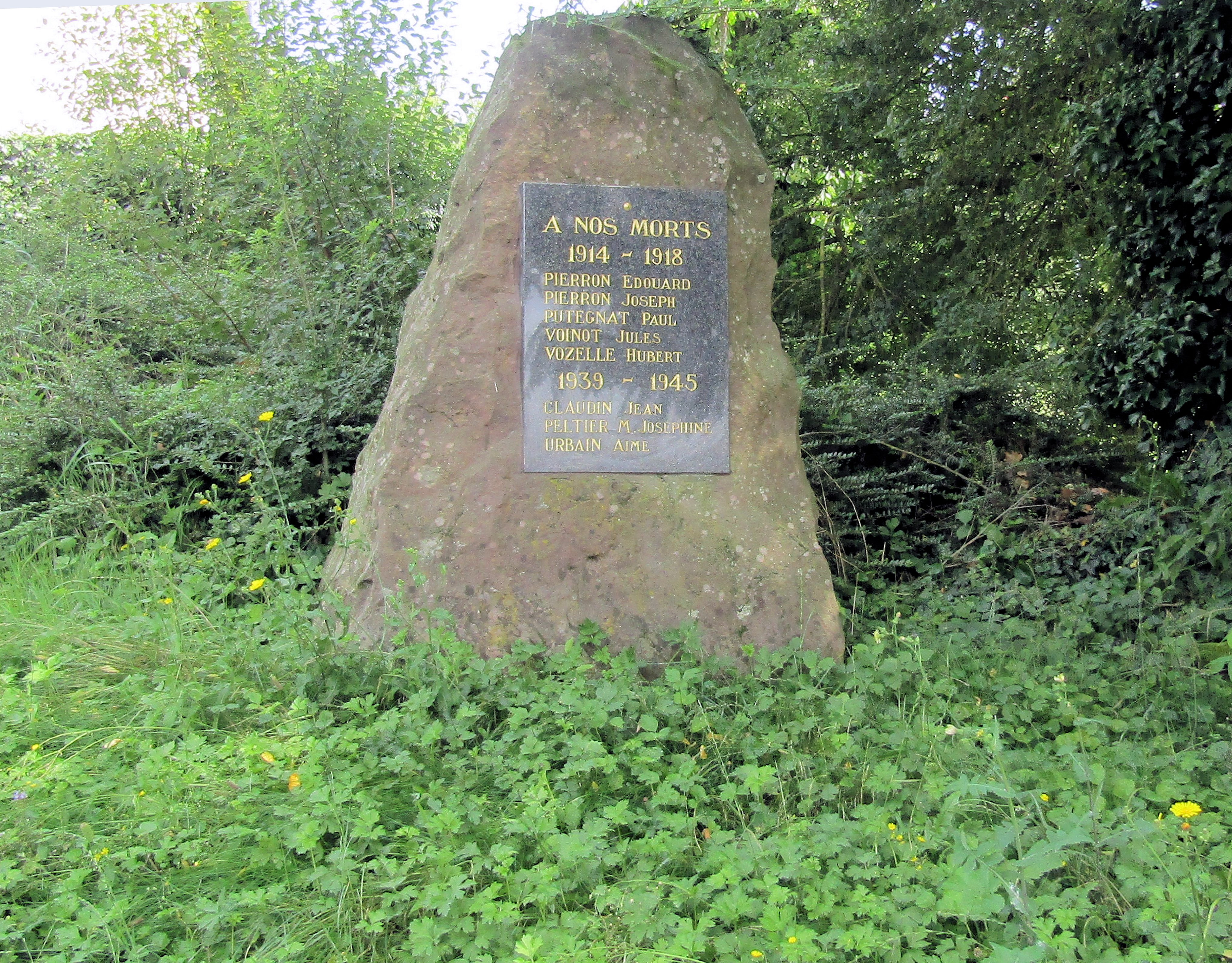
Gefallenendenkmal